# John S. Paraskevopoulos
John Stefanos Paraskevopoulos (ur. 20 czerwca 1889 w Pireusie, zm. 15 marca 1951 w Południowej Afryce) – grecko-południowoafrykański astronom.

## Życiorys
W 1910 ukończył studia na uniwersytecie w Atenach, po czym na kilka lat został asystentem laboratoryjnym na wydziałach chemii i fizyki tejże uczelni. Karierę naukową przerwała mu służba w armii greckiej podczas wojen bałkańskich i I wojny światowej. Częścią jego militarnej służby była praca jako instruktor nawigacji w obserwatorium ateńskim. Był także aktywny na polu walki, za co otrzymał kilka greckich medali wojennych.
Po demobilizacji w 1919 roku został wysłany do USA, by studiować astronomiczne metody badawcze, a także zebrać informacje na temat możliwości budowy dużego teleskopu dla obserwatorium ateńskiego. Jednak fundusze przeznaczone na zakup teleskopu straciły na wartości w wyniku wysokiej inflacji panującej w Grecji w latach powojennych i do zakupu teleskopu nie doszło. Paraskevopoulos studiował spektroskopię w Obserwatorium Yerkes, przez kilka miesięcy pracował także w Mount Wilson Observatory i United States Weather Bureau. Podczas pobytu w Obserwatorium Yerkes poznał swoją przyszłą żonę, Dorothy W. Block. Pobrali się latem 1921 roku. Dwa miesiące później Paraskevopoulos wrócił do Aten, gdzie objął stanowisko dyrektora wydziału astronomicznego tamtejszego obserwatorium.
We wrześniu 1923 roku przyjął od Harlowa Shapleya ofertę objęcia funkcji superintendenta placówki Harvard College Observatory o nazwie Boyden Observatory, mieszczącej się wówczas w Arequipie w Peru. Jednym z jego pierwszych zadań było zbadanie możliwości przeniesienia tej placówki w bardziej odpowiednie do obserwacji astronomicznych miejsce. W latach 1923–1925 przeprowadził trzy ekspedycje w celu znalezienia takich miejsc na dużych wysokościach w Chile i południowym Peru. W 1927 roku zdecydowano jednak, że obserwatorium zostanie przeniesione do Południowej Afryki. W lipcu tegoż roku Paraskevopoulos i jego żona przybyli do Mazelspoort koło Bloemfontein i dokonali ostatecznego przeglądu i akceptacji miejsca pod obserwatorium. Wyposażenie ze starej placówki w Peru dotarło na miejsce wkrótce potem i dokonano jego instalacji, zaś pierwsze obserwacje z nowego obserwatorium poczyniono już we wrześniu 1927 roku. Paraskevopoulos został mianowany dyrektorem tej placówki i kierował nią z powodzeniem aż do śmierci w marcu 1951 roku.
Był jednym z liderów greckiej społeczności w Południowej Afryce, podczas II wojny światowej organizował pomoc dla Grecji.
Niezależnie odkrył dwie komety jednopojawieniowe – C/1940 O1 (Whipple-Paraskevopoulos) i C/1941 B2 (de Kock-Paraskevopoulos).

## Nagrody i wyróżnienia
- Był członkiem wielu stowarzyszeń naukowych, w tym Greckiej Akademii Nauk, Królewskiego Towarzystwa Astronomicznego, American Astronomical Society, Société astronomique de France, South African Association for the Advancement of Science[1].
- Honorowy tytuł Master of Arts Uniwersytetu Harvarda[1].
- W 1950 roku otrzymał Order Feniksa – jedno z najwyższych greckich odznaczeń[1].
- W uznaniu jego pracy jego nazwiskiem nazwano planetoidę (5298) Paraskevopoulos[4] oraz krater na Księżycu[5].